# Susilo Bambang Yudhoyono
Đại tướng Susilo Bambang Yudhoyono (sinh ngày 9 tháng 9 năm 1949 ở Arjosari, Pacitan, Indonesia), là một tướng về hưu của quân đội Indonesia và là tổng thống thứ sáu của Indonesia và là tổng thống đầu tiên được bầu cử trực tiếp (trước đó các tổng thống được Hội nghị Hiệp thương Nhân dân (quốc hội) bầu ra). Susilo Bambang Yudhoyono đã đắc cử trong cuộc bầu cử tháng 9 năm 2004 vào vòng thứ 2 cuộc bầu cử tổng thống Indonesia, mà trong cuộc bầu cử đó ông đã đánh bại đương kim tổng thống lúc đó là bà Megawati Sukarnoputri. Ông đã tuyên thệ nhậm chức ngày 20 tháng 10 năm 2004, cùng với Jusuf Kalla là Phó Tổng thống.
Người Java, cũng như người dân ở nhiều nước theo Hồi giáo khác, không có họ theo kiểu phương Tây. Tên gọi Susilo Bambang Yudhoyono không được kế thừa từ bố hay mẹ của ông. Trong khi Susilo Bambang sử dụng tên Yudhoyono trong việc đặt tên các con của mình, đó cũng không phải là họ. Ở Indonesia, ông được giới truyền thông gọi là Susilo Bambang Yudhoyono và được biết đến rộng rãi ở Indonesia với tên tắt SBY. Ở nước ngoài, ông được gọi là Yudhoyono, một tên gọi mà ông chọn làm thẻ ghi tên trong quân đội, trong khi trong các cuộc họp chính thức ông được người ta gọi là Tiến sĩ SBY. Susilo rõ ràng là lấy từ chữ Sushil, mà theo tiếng Phạn có nghĩa là người có tính cách tốt.

## Thời niên thiếu
Susilo Bambang Yudhoyono, sinh ra tại Tremas ở Arjosari, Pacitan, Đông Java vào ngày 9 tháng 9 năm 1949 trong một gia đình trung lưu lớp dưới, là con trai của Raden Soekotjo, một sĩ quan quân đội và mẹ là Siti Habibah. Từ lúc còn nhỏ, cậu bé luôn luôn muốn phục vụ trong quân ngũ. 
Trường học đầu tiên của ông là Sekolah Rakyat Gajahmada (hiện nay là SDN Baleharjo I). SBY đã bộc lộ danh tiếng là một học sinh cực kỳ có năng khiếu và là một người đạt được kết quả tốt trong học tập, giỏi sáng tác thơ, truyện ngắn và diễn kịch. SBY cũng có năng khiếu về âm nhạc và thể thao, bộc lộ khi ông và bạn bè đã lập một câu lạc bộ bóng chuyền có tên là "Klub Rajawali" và một ban nhạc gọi là "Gaya Teruna". Âm nhạc đã trở thành một sở thích của Yudhoyono và ông thường hát những bài hát ưa thích của mình, "Pelangi di Matamu" trong nhiệm kỳ tranh cử tổng thống.

## Tham gia Quân đội
Khi học lớp 5, Susilo Bambang Yudhoyono được tham quan Học viện Quân đội Quốc gia AMN tại Magelang. Sau khi quan sát việc huấn luyện sĩ quan và được truyền cảm hứng từ nghề nghiệp của người cha, Yudhoyono quyết định tham gia học tại Học viện này để trở thành quân nhân. Nhưng việc tham gia học tại Học viện đã không thành.
Từ năm 1971 đến năm 1973, học tại Học viện Quân sự Indonesia AKARI. Susilo Bambang Yudhoyono tốt nghiệp hạng ưu tú nhất của Học viện này, và được Tổng thống Suharto tặng thưởng Huân chương Adhi Makayasa. Sau khi tốt nghiệp, Susilo Bambang Yudhoyono tham gia quân dự bị chiến lược (Kostrad), trở thành Trung đội trưởng Tiểu đoàn không quân. Ngoài việc lãnh đạo đội quân này, Susilo Bambang Yudhoyono còn được giao nhiệm vụ giảng dạy kiến thức tổng quát và tiếng Anh cho tiểu đoàn. Năm 1975, Susilo Bambang Yudhoyono tham gia khóa huấn luyện không quân và kỵ binh tại Căn cứ Benning, Hoa Kỳ.
Năm 1976, Susilo Bambang Yudhoyono đảm nhiệm chức Trung đội trưởng Tiểu đoàn 305 đóng tại Đông Timor; cũng giống như các sĩ quan khác của Indonesia đóng tại Đông Timor, ông cũng bị cáo buộc về những tội ác chiến tranh. Năm 1977, Susilo Bambang Yudhoyono trở thành Trung đội trưởng súng cối; năm 1977 đến 1978, Sĩ quan phụ trách hành quân của Lữ đoàn không quân; năm 1979 - 1981, Tiểu đoàn trưởng tại Kostrad; năm 1981 - 1982, làm việc tại Sở Chỉ huy Quân sự.
Năm 1995 - 1996, SBY được cử làm Chỉ huy trưởng Lực lượng Quân đội Indonesia tham gia Lực lượng gìn giữ hòa bình của Liên hiệp quốc tại Bosnia.
SBY kết thúc sự nghiệp của mình trong Quân đội Indonesia với cấp bậc Trung tướng.

## Sự nghiệp chính trị
Năm 1999, Susilo Bambang Yudhoyono được bổ nhiệm làm Bộ trưởng Bộ Tài nguyên Mỏ và Năng lượng trong Chính phủ của Tổng thống Abdurrahman Wahid.
Tháng 8 năm 2000, Susilo Bambang Yudhoyono làm Bộ trưởng Bộ An ninh và Chính trị. Do cải tổ nội các, nhiệm vụ chính của Yudhoyono là tách rời quân đội khỏi hệ thống chính trị. Một nhiệm vụ khác nữa, Tổng thống Abdurrahman Wahid giao cho Yudhoyono làm cầu nối giữa Wahid và gia đình Soeharto.
Năm 2001, với áp lực chính trị ngày càng tăng, Abdurrahman Wahid chỉ định Susilo Bambang Yudhoyono thành lập và làm Chủ tịch trung tâm giải quyết khủng hoảng. Khi Wahid đối mặt với việc bị buộc tội phản quốc, SBY đã từ bỏ chức vụ này; sau đó ông bị Tổng thống Abdurrahman Wahid sa thải.
Ngày 23 tháng 7 năm 2001, Hội nghị Hiệp thương Nhân dân MPR họp phiên đặc biệt đã buộc tội Abdurrahman Wahid và bổ nhiệm bà Megawati Soekarnoputri làm Tổng thống Indonesia. Tại cuộc bỏ phiếu của MPR, Susilo Bambang Yudhoyono đã tham gia tranh cử với Akbar Tajung của Đảng Golkar và  Fahri Hamzah Haz của Đảng Thống nhất Phát triển PPP. Susilo Bambang Yudhoyono thất bại và Fahri Hamzah trở thành Phó Tổng thống. Ông SBY được tái bổ nhiệm chức Bộ trưởng Bộ An ninh và Chính trị trong Nội các của Tổng thống Megawati Soekarnoputri.

## Thay đổi
Những thay đổi diễn ra ở đất nước Indonesia vào cuối thập niên 2000 là một trong những sự phát triển đáng chú ý nhất trong thế giới Hồi giáo. Kể từ khi trở thành Tổng thống Indonesia năm 2004, Susilo Bambang Yudhoyono luôn nỗ lực đưa đất nước phát triển đi lên, kể cả trong thời kỳ suy thoái toàn cầu năm 2009. Tuy nhiên, một loạt thách thức vẫn chờ đợi SBY ở phía trước. Nghèo đói vẫn lan tràn ở Indonesia, cơ sở hạ tầng yếu kém, doanh nghiệp phải đối mặt với hàng loạt thủ tục rườm rà và nạn tham nhũng, hối lộ phổ biến. Tổng thống SBY được cho là vẫn có nhiều cơ hội giành chiến thắng trong cuộc bầu cử năm 2009 nhờ những thành tựu mà ông đạt được trong những năm trước đó. Và lúc này là cơ hội cho Indonesia - đất nước đông dân Hồi giáo nhất thế giới - nắm giữ một vai trò lớn hơn ở Châu Á cũng như thế giới Hồi giáo.